# Moritz Gartenhauser
Moritz Gartenhauser (* vor 1500; † Sommer 1550) war ein Schweizer Landammann von Appenzell, Landvogt und Tagsatzungsgesandter aus dem Kanton Appenzell Innerrhoden.

## Leben
Moritz Gartenhauser betrieb in Appenzell ein Wirtshaus. Von 1536 bis 1538 war er Landvogt im Rheintal. Zwischen 1537 und 1549 war Moritz Gartenhauser über 50 Mal Tagsatzungsgesandter. Erstmals von 1541 bis 1543 sowie nochmals von 1546 bis 1547 war er Landammann. 1536, 1542 und 1548 führte er Appenzeller Truppen im Dienste des französischen Königs Franz I. Von 1541 bis 1542 war Moritz Gartenhauser Deputierter des Landes Appenzell im sogenannten Leinwandhandel sowie in verschiedenen Händeln mit dem St. Galler Abt Diethelm Blarer von Wartensee. Ab 1549 war er eidgenössischer Vermittler bei Grenzstreitigkeiten zwischen den Vogteien Bellinzona und Lugano. Moritz Gartenhauser war einer der profiliertesten Politiker des Landes Appenzell im eidgenössischen Umfeld.